# Alansmia immixta
Alansmia immixta är en stensöteväxtart som först beskrevs av Robert G. Stolze, och fick sitt nu gällande namn av Moguel och M. Kessler. Alansmia immixta ingår i släktet Alansmia och familjen Polypodiaceae. Inga underarter finns listade.